# Amina Alaoui
Amina Alaoui (Fez, 1964) is een Marokkaans zangeres, componist en pianist. Ze is een specialist in Arabo-Andalusische muziek en wordt gezien als een belangrijk vertegenwoordiger van de Arabo-Andalusische gharnati-stijl.

## Biografie
Amina Alaoui leerde als kind piano spelen en schreef op tienjarige leeftijd al gedichten. Ze ontwikkelde zich breed: zo verdiepte ze zich tijdens haar studies in klassieke piano, Arabo-Andalusische, Perzische klassieke en Europese Middeleeuwse muziek, Marokkaanse en Midden-Oosterse dans, filosofie en talen.
Alaoui groeide op met gharnati-muziek. Deze muziek komt oorspronkelijk uit het Middeleeuwse Granada, een belangrijke stad in het toenmalige Al-Andalus. Toen Granada in 1492 werd veroverd, werden moslims en joden verdreven en vervolgd. Veel moslims vluchtten naar Marokko, waar de muziek bleef voortleven, met name in Fez.
Alaoui brengt in haar muziek de oude Arabo-Andalusische en gharnati-tradities opnieuw tot leven. Ze is een van de weinige vrouwelijke artiesten die live optreedt met deze muziek. Ze kiest meestal voor een sobere begeleiding met instrumenten als oed, viool en percussie.
In 2009 werkte ze mee aan het album Siwan van de Noorse musicus en componist Jon Balke. De muziek op dit album was een mix van Arabo-Andalusische muziek, jazz en barok. Het album werd uitgebracht door platenlabel ECM.
Ook haar volgende album, Arco Iris, bracht Alaoui uit bij ECM. Op dit album combineerde Alaoui Arabo-Andalusische muziek met fado, flamenco en sefardische muziek: stuk voor stuk muziekstijlen met wortels op het Iberisch schiereiland. Ze koos teksten van onder andere Theresia van Ávila, Ibn Zaydun de Cordoba en Ibrahim Ibn Khafaja. Op het door Manfred Eicher geproduceerde album was naast oed, viool en percussie ook mandoline en flamencogitaar te horen. Het album werd zeer positief besproken in de muziekpers.
Muziekrecensenten zijn met name positief over de zangkwaliteiten van Alaoui. NRC schreef over een concert van Alaoui in Amsterdam:
"Ze beschikt over een zeldzaam pure alt, intoneert feilloos, [...], en heeft een wonderlijk ontspannen timing. [...] Vooral in de trage [...] ballades is haar voordracht zo zinderend intens dat het publiek de adem inhoudt om niet in wenen uit te barsten, wat uiteindelijk niet iedereen lukt."
In 2023 gaf Alaoui een optreden op het Le Guess Who? festival.

## Discografie
- Arab-Andalusian Music of Morocco (Auvidis, 1995)
- Alcántara (Auvidis, 1998)
- Gharnati: En Concert (Saphrane, 2009)
- Siwan, met Jon Balke (ECM, 2009)
- Arco Iris (ECM, 2011)